# سنت آمانت (لوئیزیانا)
سنت آمانت (به انگلیسی: St. Amant) یک منطقهٔ مسکونی در ایالات متحده آمریکا است که در لوئیزیانا واقع شده‌است.